# August Hlond
August Hlond, S.D.B. (Brzenskowitz, 5 de julho de 1881 - Varsóvia, 22 de outubro de 1948), foi um cardeal da Igreja Católica polonês, nascido no Império Germânico, que foi bispo de Katowice em 1925 e arcebispo de Gniezno e Poznan em 1926, Primaz da Polônia e arcebispo de Varsóvia no final de 1946. É reconhecido como Venerável pela Igreja Católica.

## Biografia
Segundo filho de um trabalhador ferroviário, ele nasceu na Silésia Superior, na aldeia de Brzenskowitz, então governado pela Alemanha, agora parte de Mysłowice. Concluiu os estudos primários e, em 1893, atraído pela fama de Dom João Bosco, seguiu seu irmão mais velho para a Itália para ingressar na Congregação Salesiana. Dois outros irmãos também entraram na congregação. Em 1896, ingressou na Congregação São Francisco de Sales de São João Bosco em Foglizzo, onde conheceu Michele Rua, um futuro beato. Depois de estudar nas casas salesianas de Lombriasco, Turim, Cracóvia, Lviv e Roma, recebeu o doutorado em filosofia em 10 de julho de 1900 pela Pontifícia Universidade Gregoriana. Ele retornou à Polônia para completar seu treinamento em Oświęcim. Ele recebeu o subdiaconato em 18 de março de 1905 e o diaconato no dia 9 de julho seguinte.
Foi ordenado padre em 23 de setembro de 1905, em Cracóvia, por Anatol Wincenty Nowak, bispo-titular de Irenópolis da Cilícia, bispo-auxiliar de Cracóvia. Depois de mais estudos entre 1905 e 1907, tornou-se reitor da nova casa salesiana em Przemyśl, de 1907 a 1909 e mais tarde, a de Viena, de 1909 a 1919. Em 1919, quando a Áustria e a Hungria se dividiram, fundou, até 1922, novas casas salesianas. Foi nomeado administrador apostólico da Alta Silésia polonesa em 7 de novembro de 1922 e protonotário apostólico em 15 de novembro do mesmo ano.
Com a elevação da administração apostólica em Diocese, foi eleito bispo de Katowice em 14 de dezembro de 1925, sendo consagrado pelo cardeal Aleksander Kakowski, arcebispo de Varsóvia, assistido por Anatol Wincenty Nowak, bispo de Przemyśl, e por Stanisław Kostka Łukomski, bispo-titular de Sicca Veneria, bispo-auxiliar de Gniezno e Poznań. Promovido à sé metropolitana de Gniezno e Poznań e, consequentemente, tornou-se Primaz da Polônia, em 24 de junho de 1926.
Foi criado cardeal-presbítero no consistório de 20 de junho de 1927, recebendo o barrete vermelho e o título de Santa Maria da Paz em 22 de dezembro de 1927. Foi condecorado com a grã-cruz da Ordem do Santo Sepulcro em 11 de fevereiro de 1929.
Ele foi ferido gravemente quando uma explosão atingiu seu automóvel em uma vala perto de Levis em 1930. Chegou a receber os últimos ritos, mas depois sobreviveu. Foi responsável pela diáspora polaca durante a Segunda Guerra Mundial e, em 22 de agosto de 1932, ele fundou a Sociedade de Cristo para os emigrantes da Polônia.
Durante a Segunda Guerra Mundial, ele foi forçado ao exílio até o final da guerra, quando foi a Roma e liderou uma forte defesa da pátria, antes de ir para Lourdes. A polícia nazista o deportou para Paris e tentou convencê-lo a organizar um governo polonês a favor do nazismo, mas ele recusou e, por isso, foi preso pela Gestapo em 3 de fevereiro de 1944, sendo preso primeiro em Lorena e depois na Vestfália. As forças aliadas o libertaram em 1 de abril de 1945 e, posteriormente, retornaram a Poznań em 20 de julho. Em 13 de junho de 1946, ele foi transferido para a Sé Metropolitana de Varsóvia, mantendo ad personam a Sé de Gniezno e Poznań. Em seu retorno à Polônia, encontrou seu país nas mãos de um regime comunista, totalitário e contra a liberdade religiosa, que ele lutou até sua morte. Ele escapou de muitas tentativas de assassinato. Sua ação na expulsão do clero católico alemão da Silésia e de Breslávia, em maio de 1945, foi criticada pelos católicos alemães.
Morreu vítima de uma pneumonia em 22 de outubro de 1948, em Varsóvia, estando sepultado na sua Catedral. Sua morte foi lamentada pelo Papa Pio XII, por meio da carta apostólica Cum Jam Lustri, "que formou o rosto da ressuscitada Polônia e sacrificou sua vida por seu país, a Igreja e o Representante de Cristo.".

## Conclaves
- Conclave de 1939 - participou da eleição do Papa Pio XII.

## Beatificação
O processo de beatificação de August Hlond começou em 1992 e foi conduzido principalmente pela Arquidiocese de Varsóvia. O nível diocesano terminou em 1996, depois os arquivos foram enviados ao Vaticano. A União dos Expatriados e o episcopado alemão eram contra a beatificação de Hlond. Em 21 de outubro de 1996, o Papa João Paulo II o declarou Servo de Deus.
Em 2008, foi desenvolvida uma positio, que em 2017 recebeu uma opinião positiva da Comissão Teológica da Congregação para as Causas dos Santos, e em 2018 foi realizada por cardeais e bispos da Congregação para as Causas dos Santos. Em 19 de maio de 2018, o Papa Francisco assinou um decreto sobre as virtudes heróicas do Cardeal Hlonda. A partir de então, ele tem direito ao título de Venerável.